# Мохамад Хатами
Мохамад Хатами (на персийски: محمد خاتمی [moɦæˈmːæd xɔːtæˈmiː]) е ирански политик и учен.
Той е президент на страната в периода 1997 – 2005 г. По време на президентството си поддържа курс на сближаване със Запада.
След Ислямската революция от 1979 г. в Иран е бил министър на културата и директор на Националната библиотека.